# Orbită în potcoavă

Sun·
Earth·
(419624) 2010 SO16

Văzută de pe Terra, orbita lui Cruithne are forma unui bob de fasole.

Orbitele heliocentrice ale Terrei şi Cruithne.

Orbita în potcoavă a unui  obiect ceresc este traiectoria aparentă pe care pare să o descrie acest obiect când este observat de pe un alt corp ceresc cu care el coorbitează.
Fie două obiecte secundare B și C, în revoluție în jurul aceluiași obiect primar A, pe o mișcare coorbitală. Când C este situat în proximitatea unui punct Lagrange L3, L4 sau L5 al sistemului A-B, orbita lui C în jurul lui A pare să descrie, când este observat de pe A, o potcoavă.
Un corp ceresc care posedă o orbită în potcoavă este în realitate în coordonare cu o planetă, zisă planetă mamă, și un al treilea astru (adesea Soarele). El se rotește în jurul stelei, dar apare ca un fel de asteroid troian. De altfel este o mare asemănare între corpurile pe orbită în potcoavă și asteroizii troieni. Acest gen de orbită este propriu cvasisateliților.
Este cazul lui 3753 Cruithne și al lui (419624) 2010 SO16.

## Stabilitate și tranziții Potcoavă / Cvasisatelit
Unii asteroizi având o orbită în potcoavă parvin, pentru câtva timp (adesea pentru câteva secole) să se mențină pe orbite de tip cvasisatelit. Este cazul asteroizilor 2002 AA29 și (164207) 2004 GU9 care sunt în acest moment cvasisateliți, situație care nu va dura mai mult de un deceniu, După aceea, ei vor relua o orbită în potcoavă (într-un mod analog cu 3753 Cruithne) și e imposibil de spus cu certitudine dacă vor redeveni cvasisateliți peste câteva secole.
Un asteroid a cărei orbită este suficient de înclinată și/sau excentrică este susceptibil să treacă de la o mișcare de tip cvasisatelit (QS) la o mișcare de tip potcoavă și invers. Animația alăturată arată cazul 2001 GO2, care va traversa două din aceste tranziții în următoarele secole: mișcarea actuală este de tip potcoavă, apoi asteroidul va deveni un cvasisatelit al Pământului spre anul 2190 și-și va relua mișcarea în potcoavă.